# Club Deportivo Izarra
El Club Deportivo Izarra es un club de fútbol de España de la ciudad de Estella en la Comunidad Foral de Navarra, fundado en 1924. Actualmente compite en Tercera Federación; cuarta categoría del fútbol español. Juega sus partidos como local en el Estadio de Merkatondoa.

## Historia[1][2][3][4][5][6][7][8]

### 1920-1940, primeros años y fundación
En la década de 1920 aparecen en la localidad de Estella varios clubs de fútbol; el Sport Club Estellés, el C. D. Iberia, Unión Deportiva Estellesa y C. D. La Estrella los cuales se enfrentaban junto con los soldados del Órdenes Militares disputando torneos locales en los terrenos municipales de la Pieza del Conde.
Finalmente aparece el C.D Izarra. El club se funda el 6 de enero de 1924 y se une a los demás equipos en la disputa de torneos. En 1925 varios equipos deciden fusionarse para conseguir un equipo que representase a Estella con dignidad. Sin embargo Unión Atlética Estellesa logra federarse y disputar torneos regionales hasta su desaparición en 1927. Este año el C. D. Izarra debe cambiar el nombre ya que existía un C. D. Izarra en Éibar. Así pues como Izarra Beti Aurrera se inscribe primero en la Federación Guipúzcoana.
En 1928 queda constituida la Federación Navarra de Fútbol y el Izarra B.A. ingresa en esta, compitiendo en los campeonatos que organiza hasta bien avanzados los años treinta.

### 1940-1960, ascenso a Tercera División
Tras el parón competitivo por motivo de la guerra civil española, el CD Izarra toma su nombre definitivo y se produce su primer ascenso a la Tercera División en 1943, jugando la mayor parte de la década de 1940 y de 1950 en esa categoría que contaba entonces con tan solo 6 grupos. En la temporada 1957-58 el club desciende a categoría Regional.
La temporada 1958-59 llega a cuartos de final del Campeonato de España de Aficionados enfrentándose al Club Atlético de Madrid.

### 1960-1980, en categoría Regional
Durante 16 temporadas juega en Regional, la mayor parte de la década de 1960 y la de 1970. Salvo dos temporadas en tercera en 1960/61 y 1977-78, su paso por esta categoría es bastante discreto.

### 1980-1990, consolidación en Tercera
No es hasta la temporada 1983-84 cuando el equipo regresa definitivamente a Tercera división Nacional.
Con una plantilla formada casi al completo por jugadores de Tierra Estella, consigue el subcampeonato en 1984-85 por detrás de la S. D. Huesca. El Izarra se consolida en esta categoría. En 1989-90 es campeón del grupo navarro-riojano y consigue ascender a Segunda División B.

### 1990-2000, la década de bronce
En la temporada 1990-91 se produce el debut en la categoría de bronce, la Segunda División B. El primer año, el equipo desciende al ser el 16.º clasificado con peor puntuación de los cuatro grupos; pero en 1991-92 vuelve a ascender al ser subcampeón del grupo XV de Tercera tras el C. D. Calahorra y ser campeón en la fase de ascenso de ese año. A partir de la temporada 1992-93, el Izarra vive una de las épocas más exitosa y maravillosa del club ya que consigue mantenerse 6 temporadas consecutivas en Segunda B, el equipo consigue alcanzar la 6.ª posición en la tabla ese año. La temporada siguiente el equipo de Estella retrocede en la clasificación y queda 12.º Las temporadas siguientes en la categoría de bronce del fútbol español fueron bastante similares alcanzando una 7.ª posición en la 1994-95, una 12.ª plaza en la 1995-96, después otra 6.ª posición en 1996-97 consiguiendo su mayor puntuación con 57 puntos, hasta que finalmente en la 1997/98 el Izarra queda 19.º y vuelve a descender a Tercera.
Sin embargo en la 1999-00 vuelve a ascender a la categoría de bronce, quedando esta vez en última posición. En esta época pasaron por las filas del conjunto navarro futbolistas importantes en Segunda B como: Roberto Urroz, Kike Jurío, Vicente Uriz, Eladio Pérez, José Javier Belloso, Roberto Toledo, Benito Anguas, Iñaki Berastegui o Jorge Barbarin entre otros. Pizo Gómez y Bustingorri termináron en las filas del Izarra su carrera deportiva.
Atrás quedan para la historia esas ocho temporadas en Segunda B.

### 2000-2010, de Regional a 2.ª B
El C. D. Izarra estuvo en Tercera la mayor parte de la década del 2000. En 2000-01 consigue quedar en cuarta posición de un grupo navarro-riojano muy competitivo y llega a disputar el play-off de ascenso. Pero unas temporadas irregulares le llevaron incluso hasta el descenso a Regional en 2004-05, tras 22 años consecutivos en categoría nacional, aunque solo jugó un año.
Al recobrar la categoría, a partir de 2006-07, el equipo mejoró sus resultados deportivos. Consigue ser campeón del Grupo XV dos años consecutivos. El Izarra se hace un asiduo en las promociones de ascenso a Segunda B. En 2007-08 es eliminado por el Zamudio S.D. en primera ronda. En 2008-09 vuelve a ser campeón de grupo en Tercera División consiguiendo 92 puntos. En la promoción de ascenso, pese a perder con el C.F. Palencia en primera ronda, elimina al Hellín Deportivo en semifinal y logra el ascenso a Segunda División B, al vencer a la SD Noja en la fase final.

### 2010-2015; entre Tercera y 2.ª B
En la siguiente temporada 2009-10, con una buena plantilla, jugó de nuevo en Segunda División B después de 9 temporadas. Pero el  sueño se vio truncado tras una desastrosa segunda vuelta. El equipo comenzó la campaña con Miguel Á. González como entrenador y fue sustituido por Miguel Sola. El C. D. Izarra descendió a Tercera División al quedar como 18.º clasificado de su grupo.
En la temporada 2010-11 consiguió la clasificación para los playoff de ascenso a 2.ª B después de cuajar una excelente temporada haciéndose con el subcampeonato de su grupo. Miguel Sola abandona el equipo en enero y Jorge Barbarin es el encargado de terminar la temporada pero no consigue ascender quedándose cerca, elimina al Haro Deportivo y Racing Club de Ferrol pero es eliminado en última ronda por el Olímpic de Xàtiva.
En la temporada 2011-12, Raúl Marco es designado entrenador sustituyendo a Jorge Barbarin.
Después de otra magnífica campaña con una gran rivalidad con la Peña Sport F.C. consigue quedar en 2.ª posición con 90 puntos, dos menos que la Peña Sport. El Izarra marca una cifra récord de 104 goles, por lo que se clasifica una vez más para disputar los playoff de ascenso a 2.ª B. En la primera ronda elimina al Utebo FC. En la segunda ronda, el conjunto blanquiazul, juega con el CD Sariñena, ganando 0-1 fuera y 3-1 en casa. En la tercera y última ronda el Izarra juega contra la SD Tenisca de la ciudad de Santa Cruz de La Palma, tras empatar a cero tanto en la ida como en la vuelta se llega a penaltis, donde el Club Deportivo Izarra se impuso por 2-4 y retornó a la Segunda División B.
Temporada 2012-13 en 2.ª B'
En su regreso a la categoría de bronce, el Izarra es encuadrado en el grupo II. Por primera vez desde la creación de la Segunda división B comparten el grupo cuatro equipos navarros: Osasuna B (un asiduo en la categoría), C. D. Tudelano y Peña Sport F.C., que también consiguen ascender junto con el C. D. Izarra.
El C. D. Izarra es uno de los clubs más modestos; se enfrenta a clásicos de la competición nacional como Real Unión, Deportivo Alavés o S.D. Eibar entre otros. Clubs con un mayor potencial económico y con una gran masa social.
En enero de 2013 después de una mala primera vuelta, el equipo acaba con 14 puntos, se produce la destitución de Raúl Marco y se ficha como entrenador a Chechu Martínez procedente del Calasancio riojano. También se refuerza el equipo en el mercado de invierno para intentar mantener la categoría.
El equipo realiza una buena segunda vuelta pero no consigue el objetivo y finalmente es último en la clasificación con 35 puntos, consumándose el descenso a Tercera.
Temporada 2013-14, campeón de Tercera
El Club Deportivo Izarra regresa al grupo XV de Tercera División dónde es todo un clásico. Con una renovada plantilla, solo 6 jugadores siguen de la campaña anterior, y con la vuelta de Miguel González como entrenador.
Durante gran parte de la temporada el equipo permanece segundo en la tabla siempre por detrás de la AD San Juan que permanece 37 jornadas invicto. Llegadas las dos últimas jornadas el AD San Juan aventaja al Izarra en 3 puntos y el gol-average favorable por 13 goles.
La última jornada el AD San Juan pierde su único partido frente a Osasuna B y el Izarra consigue dos históricos resultados 7-1 al CD Egüés y 1-7 al CD Cortes
La liga se marchó así a Estella y el Izarra se proclamó campeón de la Tercera División navarra en un final de infarto. Los dos equipos empataron en el gol average particular y en el general, pero decidieron los 59 goles a favor de los estelleses, dos más que los del AD San Juan que instó a la Federación a investigar este final de temporada. El caso se archivó sin encontrar pruebas que demostrasen un posible amaño de partidos.
En el play-off de ascenso a 2.ª B pierde en la ronda de campeones con la UE Cornella y es eliminado en segunda ronda por el Orihuela CF.
Temporada 2014-15 en Tercera
Con el grueso de la plantilla de la campaña anterior y fichajes importantes, el objetivo del equipo es conseguir el campeonato y el ascenso.
El comienzo de temporada es bueno con su participación en Copa del Rey en la que después de eliminar al At. Granadilla y UD Somozas consigue clasificarse para la tercera ronda siendo el único equipo de Tercera en lograrlo.
El L'Hospitalet elimina al Izarra y acaba con el sueño de poder jugar los dieciseisavos frente a un equipo de Primera División 
El 24 de noviembre de 2014 se produce sorprendentemente la destitución de Miguel González dejando al equipo tercero con 28 puntos a tres del primer clasificado.
 Luis Erro le sustituye en el cargo de entrenador sin embargo tras una mala segunda vuelta, Erro es también cesado del cargo a cuatro jornadas de terminar la temporada. El jugador del equipo Diego Prendes y el coordinador deportivo y exjugador Jorge Barrena se hacen cargo del puesto de entrenador para afrontar el final de temporada. Se les une también el preparador físico, Cristian Beguer.
A pesar de la complicada recta final el CD Izarra consigue clasificarse para los play-off de ascenso a Segunda División B, al quedar tercero del Grupo XV de Tercera División.
En primera ronda elimina al Novelda CF. y en segunda ronda a la Gimnástica de Torrelavega.

En la última eliminatoria elimina al CD Numancia B consiguiendo así el ascenso a Segunda División B.
En diciembre de 2014 Alfonso Canela, presidente del club es galardonado como Estellés del año con motivo del 90.º aniversario de la fundación y en abril de 2015 se convocan elecciones a la presidencia.

### 2015-2020, nueva etapa en 2.ª B
Temporada 2015-16
Sergio Amatriain se hace cargo del equipo con una importante renovación, 9 bajas y 12 fichajes. Pese a las quejas de los equipos navarros de no ser incluidos en el grupo II, más acorde geográficamente finalmente se afronta la temporada en el grupo I de Segunda División B.
El equipo realiza un gran comienzo de temporada manteniéndose invicto y sin encajar un solo gol en casa hasta la jornada 14.
Llegada la jornada 29 el Izarra mantiene una excelente marcha en Merkatondoa esta temporada en la que solo ha encajado dos goles siendo el conjunto de todas las Ligas de fútbol de España y de todas las ligas europeas, que menos goles ha recibido en su feudo.
Una vez terminada la temporada, el balance es francamente bueno habiendo conseguido el objetivo de la permanencia con solvencia: 50 puntos y en el puesto 12.º Cabe destacar el dato de que el equipo tan solo sufre 3 derrotas y el portero Aitor Navarro con tan solo 5 goles recibidos en Merkatondoa.

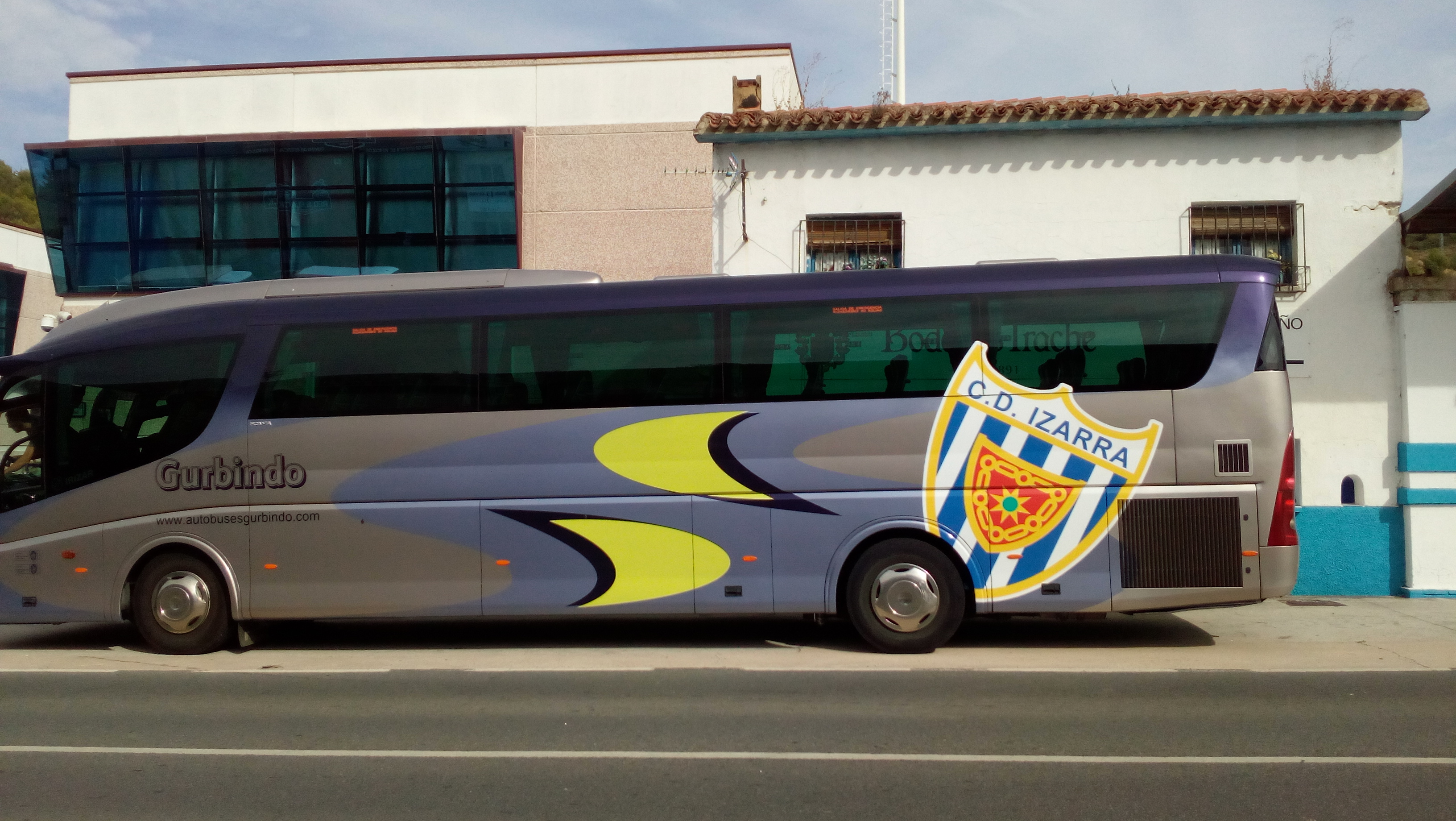
Bus CD Izarra

A pesar de todo el entrenador Sergio Amatriain no continuará la próxima temporada en el equipo.
Temporada 2016-17
Temporada de transición en lo que a la directiva se refiere ya que una nueva junta se hará cargo del club apoyado por la antigua que dirige Alfonso Canela. En cuanto a lo deportivo; Borja Jiménez Sáez procedente del Real Valladolid B es el nuevo entrenador formando el equipo técnico Diego Prendes como segundo entrenador y el preparador físico Rubén Betanzos.
La temporada comienza con buenos resultados, incluso se alcanza el liderato en las primeras jornadas pero la irregularidad hace que el equipo descienda posiciones a partir de la segunda vuelta, sin embargo no baja del décimo puesto hasta la penúltima jornada. Finalmente en una temporada con altibajos el equipo acaba el decimotercero con 46 puntos. Destacar la gran temporada del portero Aitor Navarro, de los centrales Juan Antonio Cabrera y Álex Maestresalas, el internacional canadiense Sam Piette o del delantero almeriense Pito Camacho. A pesar de conseguir el objetivo de la permanencia con solvencia el entrenador Borja Jiménez anuncia que no continuará en el equipo la próxima temporada.
Temporada 2017-18
Esta temporada por fin los equipos navarros son emparejados en el grupo II denominado como grupo norteño junto con vascos, asturianos, cántabros, riojanos y burgaleses.
El Izarra comparte grupo con equipos históricos fundadores de La Liga como: Arenas de Getxo, Real Unión y Racing de Santander. Además de filiales importantes como Real Sociedad B, Bilbao Athletic o Sporting B y de nuevo 4 equipos navarros en Segunda B.
Los exfutbolistas Diego Prendes y Sergio Galán son los encargados de dirigir la plantilla. El capitán del equipo Bruno Araiz cumplió 500 partidos con el primer equipo y 25 años en el club.
Después de 7 jornadas y con solo 2 puntos conseguidos, Diego Prendes es destituido como entrenador, el club ficha a Nacho Martín para el resto de la temporada. Sin embargo después de 12 jornadas Nacho Martín es cesado tras una mala racha de resultados a pesar de sacar al equipo de los puestos de descenso y situarlo en el puesto decimotercero de la clasificación. El gallego Fredi Álvarez es el elegido para conseguir la ansiada permanencia en Segunda B. Los números en la recta final de la temporada son bastante malos, se pierden partidos claves contra rivales directos como Peña Sport, CD Vitoria o CD Lealtad entre otros y se reciben varias goleadas. El equipo llega a situarse en el puesto decimosexto de promoción de permanencia en Segunda B donde termina la temporada regular con tan solo 39 puntos. Es emparejado con UE Llagostera en eliminatoria a ida y vuelta. En el partido de ida en el Municipal de Llagostera el resultado es de empate a 0 goles. En la vuelta en Merkatondoa, el Izarra consigue la victoria por 1-0 manteniendo así la categoría por tercera temporada consecutiva.
Temporada 2018-19
Cuarta temporada consecutiva en Segunda B, encuadrado de nuevo en el grupo II. Rodrigo Hernando es nuevo entrenador de la plantilla con varios refuerzos importantes entre ellos algunos reencuentros como: Iván Garrido, Deivid Eugenio y Francis Suárez. El equipo se profesionaliza de manera que los entrenamientos se efectúan en horario matinal. Este hecho impide al gran capitán Bruno Araiz continuar en el equipo después de 16 temporadas.
El equipo comienza la temporada realmente bien consiguiendo 3 victorias fuera de casa y dos empates en su feudo frente a CD Mirandés y Racing de Santander sin embargo después de las primeras jornadas el Izarra se desinfla y permanece 10 jornadas sin ganar. Al contrario que temporadas anteriores donde se mostraba intratable en su estadio; no es hasta la jornada 16 cuando consigue la primera victoria en Merkatondoa frente a SD Gernika.
En el mercado de invierno el equipo se refuerza con 5 jugadores como el veterano Valdo y el internacional tanzano Chilunda entre otros. Además 4 futbolistas son bajas. Después de la jornada 28 debido a los malos resultados el Izarra cae a puestos de descenso, el entrenador Rodrigo Hernando es destituido. Toma el mando Diego Martínez Ruiz entrenador del Náxara CD las últimas 3 temporadas.
En la recta final con un balance de 4 victorias, 5 empates y 1 derrota; consigue la permanencia en la categoría de bronce al derrotar en la última jornada a la Real Sociedad B logrando un total de 45 puntos.
Temporada 2019-20
Quinta temporada consecutiva en Segunda B. Unai Jauregui procedente del CD Pamplona es nuevo entrenador. 10 fichajes y 12 renovaciones en una plantilla que tiene como novedad dorsales fijos para cada jugador toda la temporada. Destaca la vuelta al equipo de exjugadores como Ibai Ardanaz, Almagro y Ruper que jugará en el primer equipo después de haberse formado en la cantera. La plantilla cuenta con 4 jugadores de nacionalidad extranjera; los porteros: el francés Álex Ruiz y el polaco Sendorek así como el veterano Valdo y el uruguayo Gian Allala. 
Después de 9 jornadas se sustituye al entrenador y se ficha al madrileño Pablo Álvarez Ugarte con tan solo 25 años. En diciembre el técnico ayudante Antonio  "Tony" Franco, entrenador con gran experiencia en equipos de la Primera División de Venezuela también abandona el club rumbo al Carabobo FC. Tras un movido mercado de invierno el equipo no logra buenos resultados y se instala en puestos de descenso hasta la paralización de la competición debido a pandemia global del COVID-19.
Temporada 2020-21
Sexta temporada en Segunda B, marcada por la pandemia y la futura reestructuración de la categoría. Se parte de un grupo II dividido en 2 subgrupos. A las órdenes de Pablo Álvarez el conjunto estellés realiza una mala primera fase quedando en novena posición, lo que propicia la destitución del técnico madrileño. Sin embargo después de tan solo tres meses Álvarez regresa al equipo tras la marcha de Tony Franco, Javier Martínez Cosin ejerce como segundo entrenador. El CD Izarra realiza una segunda fase por la permanencia increíble con 6 victorias en 8 partidos consiguiendo así estar meritoriamente en Segunda División RFEF en próximo año. Destacan en el equipo el portero Julio Iricibar y los delanteros Javi Gómez y Gorka Laborda que realizan junto con todo el equipo una gran temporada.

### 2021, en Segunda RFEF
Temporada 2021-22
Con Rodri Fernández se crea un nuevo proyecto con un equipo casi plenamente navarro, sólo 4 jugadores son de otra comunidad. Nueva categoría con 6 equipos  de Navarra, 3 riojanos, 4 vascos, 4 cantabros y 1 burgalés. El equipo se proclama campeón de la Copa RFEF Navarra. Sin embargo después de tan solo 9 jornadas y en buena clasificación en liga, el cuerpo técnico abandona el club por motivos personales. El preparador físico Jon Ander Unanua se hace cargo del equipo durante 2 jornadas hasta que se ficha al exfutbolista David Acaz como nuevo entrenador, también se renueva parte de la plantilla en el mercado de invierno entre ellos se trae un nuevo portero de garantía, el ruso; Petr Kudakovskiy. Después de 11 jornadas y tras cosechar malos resultados Txiki Acaz no convence y es destituido. Se ficha al ex del Numancia, Álex Huerta hasta final de temporada. Finalmente acaba en 10.ª posición en una temporada muy irregular y con muchos altibajos; se cumple así el objetivo de la permanencia en esta categoría que salvando las distancias se puede asemejar a la antigua Segunda B. No obstante después de estar luchando toda la temporada por entrar en puestos de play off ni tan siquiera consigue clasificarse para la Copa del Rey. Estos resultados sumados al pobre juego ofrecido hace que la temporada se considere decepcionante.
Destacan sin embargo jugadores como: Ruper, Iñaki Alonso "Txintxe" máximo goleador con 7 tantos y el portero Kudakovskiy.
Temporada 2022-23
Segunda temporada en cuarta categoría; Segunda Federación. Álex Huerta se mantiene como entrenador de una plantilla totalmente renovada, únicamente 4 jugadores se mantienen de la temporada anterior: Eneko Martínez, Endika Galarza, Ruper y Laborda. 
En dieciseisavos de Copa RFEF elimina al Atlético Monzón pero es eliminado en octavos de final por el Terrassa FC.

En liga termina décimo, tras una temporada irregular. Rodrigo Hernando sustituye a Álex Huerta a falta de 9 jornadas. Destacan las actuaciones de Dani Fernández, el portero Fermín Sobrón y el capitán Eneko Martínez.

## Datos del club
- Temporadas en Primera División: 0
- Temporadas en Segunda División: 0
- Temporadas en Primera Federación: 0
- Temporadas en Segunda Federación: 4
- Temporadas en Tercera Federación: 1
- Temporadas en Segunda División B: 16
- Temporadas en Tercera División: 36
- Participaciones en Copa del Rey: 11

## Últimas temporadas
| Temporada | Categoría          | Nivel | PJ | G  | E  | P  | GF | GC | DF  | Pts | Posición |
| --------- | ------------------ | ----- | -- | -- | -- | -- | -- | -- | --- | --- | -------- |
| 2021-2022 | Segunda RFEF       | 4     | 34 | 11 | 12 | 11 | 33 | 34 | -1  | 45  | 10.º     |
| 2022-2023 | Segunda RFEF       | 4     | 34 | 12 | 12 | 10 | 39 | 31 | +8  | 48  | 10.º     |
| 2023-2024 | Segunda RFEF       | 4     | 34 | 10 | 6  | 18 | 32 | 51 | -19 | 36  | 13.º     |
| 2024-2025 | Segunda RFEF       | 4     | 34 | 5  | 6  | 23 | 31 | 63 | -32 | 21  | 18.º     |
| 2025-2026 | Tercera Federación | 5     | 0  | 0  | 0  | 0  | 0  | 0  | +0  | 0   | 0.º      |

(Actualizado el 30/07/2025)
PJ = Partidos jugados; G = Ganados; E = Empatados; P = Perdidos; GF = Goles a favor; GC = Goles en contra; DF = Diferencia de goles; Pts = Puntos

## Palmarés
- Campeón de Tercera División: 4 (1989-90, 2007-08, 2008-09, 2013-14)
- Campeón Copa Federación Navarra: 4 (2004, 2010, 2021, 2024)
- Campeón de Regional Preferente de Navarra: 5 (1956-57, 1959/60, 1967/68, 1982-83, 2005-06)

## Todas las temporadas
| Temporada      | División   | Puesto | Copa del Rey |
| -------------- | ---------- | ------ | ------------ |
| De 1929 a 1943 | Regional   | —      |              |
| 1943-44        | 3.ª        | 9.º    | 1.ª Ronda    |
| 1944-45        | 3.ª        | 10.º   |              |
| 1945-46        | 3.ª        | 9.º    |              |
| 1946-47        | 3.ª        | 10.º   |              |
| 1947-48        | 3.ª        | 13.º   | 2.ª Ronda    |
| 1948-49        | Regional   | 4.º    |              |
| 1949-50        | 3.ª        | 15.º   |              |
| 1950-51        | 3.ª        | 7.º    |              |
| 1951-52        | 3.ª        | 11.º   |              |
| 1952-53        | 3.ª        | 8.º    |              |
| 1953-54        | 3.ª        | 16.º   |              |
| 1954-55        | 3.ª        | 7.º    |              |
| 1955-56        | 3.ª        | 10.º   |              |
| 1956-57        | Regional   | 1.º    |              |
| 1957-58        | 3.ª        | 18.º   |              |
| 1958-59        | Regional   | 4.º    |              |
| 1959-60        | Regional   | 1.º    |              |
| 1960-61        | 3.ª        | 16.º   |              |
| De 1961 a 1977 | Regional   | —      |              |
| 1977-78        | 3.ª        | 20.º   |              |
| 1978-79        | Reg. Pref. | 4.º    |              |
| 1979-80        | Reg. Pref. | 5.º    |              |

| Temporada | División   | Puesto | Copa del Rey |
| --------- | ---------- | ------ | ------------ |
| 1980-81   | Reg. Pref. | 6.º    |              |
| 1981-82   | Reg. Pref. | 13.º   |              |
| 1982-83   | Reg. Pref. | 1.º    |              |
| 1983-84   | 3.ª        | 14.º   |              |
| 1984-85   | 3.ª        | 2.º    |              |
| 1985-86   | 3.ª        | 10.º   | 1.ª Ronda    |
| 1986-87   | 3.ª        | 7.º    |              |
| 1987-88   | 3.ª        | 14.º   |              |
| 1988-89   | 3.ª        | 8.º    |              |
| 1989-90   | 3.ª        | 1.º    |              |
| 1990-91   | 2.ª B      | 16.º   | 3.ª Ronda    |
| 1991-92   | 3.ª        | 2.º    | 1.ª Ronda    |
| 1992-93   | 2.ª B      | 6.º    | 2.ª Ronda    |
| 1993-94   | 2.ª B      | 12.º   | 3.ª Ronda    |
| 1994-95   | 2.ª B      | 7.º    |              |
| 1995-96   | 2.ª B      | 12.º   |              |
| 1996-97   | 2.ª B      | 6.º    |              |
| 1997-98   | 2.ª B      | 19.º   |              |
| 1998-99   | 3.ª        | 3.º    |              |
| 1999-00   | 2.ª B      | 20.º   | 1.ª Ronda    |
| 2000-01   | 3.ª        | 4.º    |              |
| 2001-02   | 3.ª        | 12.º   |              |
| 2002-03   | 3.ª        | 9.º    |              |

| Temporada | División   | Puesto  | Copa del Rey |
| --------- | ---------- | ------- | ------------ |
| 2003-04   | 3.ª        | 9.º     |              |
| 2004-05   | 3.ª        | 17.º    |              |
| 2005-06   | Reg. Pref. | 1.º     |              |
| 2006-07   | 3.ª        | 5.º     |              |
| 2007-08   | 3.ª        | 1.º     |              |
| 2008-09   | 3.ª        | 1.º     | 1.ª Ronda    |
| 2009-10   | 2.ª B      | 18.º    | 1.ª Ronda    |
| 2010-11   | 3.ª        | 2.º     |              |
| 2011-12   | 3.ª        | 2.º     |              |
| 2012-13   | 2.ª B      | 20.º    |              |
| 2013-14   | 3.ª        | 1.º     |              |
| 2014-15   | 3.ª        | 3.º     | 3.ª Ronda    |
| 2015-16   | 2.ª B      | 12.º    |              |
| 2016-17   | 2.ª B      | 13.º    |              |
| 2017-18   | 2.ª B      | 16.º    |              |
| 2018-19   | 2.ª B      | 13.º    |              |
| 2019-20   | 2.ª B      | 19.º    |              |
| 2020-21   | 2.ª B      | 9.º/3.º |              |
| 2021-22   | 2.ª RFEF   | 10.º    |              |
| 2022-23   | 2.ª RFEF   | 10.º    |              |
| 2023-24   | 2.ª RFEF   |         |              |

## Estadio

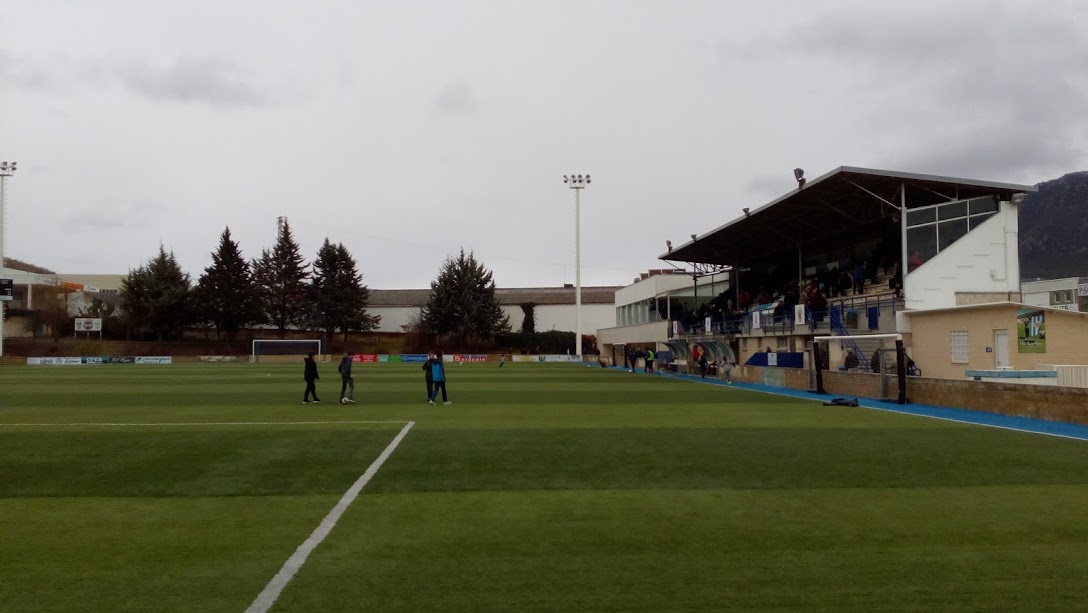
Tribuna Merkatondoa

El C. D. Izarra disputa sus partidos en el campo de fútbol de Merkatondoa.
Inaugurado en 1928, es el campo más antiguo de Navarra.
A mediados de los años 1980 se realiza una gran remodelación.
Y el 23 de agosto de 2009 se reinaugura el reformado Estadio de Merkatondoa bajo la presidencia de Fernando Gil, en el que se sustituye el campo de hierba natural por uno artificial, además de efectuar una mejora de las instalaciones.
Entre los años 1987 y 1994 se celebraba a principios de agosto el Trofeo Ciudad de Estella en el que competían equipos de primer nivel como: C. A. Osasuna, Sevilla F. C., Real Sociedad, Real Zaragoza, C. D. Logroñés o Spartak Vladikavkaz.

## Uniforme
- Uniforme titular: Camiseta azul y blanca a rayas verticales, pantalón azul y medias azules.
- Uniforme alternativo: Camiseta amarilla con hombros negros, pantalón y medias amarillas.
- Tercer Uniforme: Camiseta, pantalón y medias rojas.

### Proveedores y patrocinadores
A continuación se detalla una tabla con todos los fabricantes y patrocinadores que ha tenido el club desde 1986, en orden cronológico. Únicamente se muestra la equipación oficial del primer equipo.    
| Período   | Proveedor | Patrocinador principal      |
| 1986–1987 |           | Caja de ahorros de Navarra  |
| 1987–1988 |           | Ninguno                     |
| 1988–1989 |           | Caja Rural de Navarra       |
| 1989–1990 |           | Hotel Irache                |
| 1990–1991 |           | Hotel Irache                |
| 1991–1992 |           | Bodegas Irache              |
| 1992–1993 |           | Bodegas Irache              |
| 1993–1994 |           | Pacharán La Navarra         |
| 1994–1995 |           | Pacharán La Navarra         |
| 1995–1996 |           | Pacharán La Navarra         |
| 1996–1997 |           | Pacharán La Navarra         |
| 1997–1998 |           | Canteras y Hormigones VRESA |
| 1998–1999 |           | Canteras y Hormigones VRESA |
| 1999–2000 |           | Construcciones ZAETESA      |
| 2000–2001 |           | Construcciones ZAETESA      |
| 2001–2002 |           | Construcciones ZAETESA      |
| 2002–2003 | Mercury   | Camping Iratxe              |
| 2003–2004 | Mercury   | Camping Iratxe              |
| 2004–2005 | Mercury   | Camping Iratxe              |
| 2005–2006 | Mercury   | Camping Iratxe              |

| Período   | Proveedor | Patrocinador principal                                  |
| 2006–2007 | Elements  | Excavaciones Fermín Osés                                |
| 2007–2008 | Elements  | SEAL S.L. Alquiler y Venta de Maquinaria y Herramientas |
| 2008–2009 | Elements  | SEAL S.L. Alquiler y Venta de Maquinaria y Herramientas |
| 2009–2010 | Mercury   | Excavaciones Fermín Osés                                |
| 2010–2011 | Mercury   | Excavaciones Fermín Osés                                |
| 2011–2012 | Mercury   | Osés Construcción                                       |
| 2012–2013 | Astore    | Ninguno                                                 |
| 2013–2014 | Astore    | Ninguno                                                 |
| 2014–2015 | Astore    | Ninguno                                                 |
| 2015–2016 | Astore    | Ninguno                                                 |
| 2016–2017 |           | REGENERA Materia 100% orgánica natural                  |
| 2017–2018 |           | REGENERA Materia 100% orgánica natural                  |
| 2018–2019 |           | REGENERA Materia 100% orgánica natural                  |
| 2019–2020 |           | REGENERA Materia 100% orgánica natural                  |
| 2020–2021 |           | REGENERA Materia 100% orgánica natural                  |
| 2021–2022 |           | REGENERA Materia 100% orgánica natural                  |
| 2022–2023 |           | REGENERA Materia 100% orgánica natural                  |

## Jugadores destacados

### Cronología de entrenadores
| Temporada | Entrenador/es                                     |
| 1983-1984 | Paco Nogales                                      |
| 1984-1985 | Juan José Zudaire                                 |
| 1985-1986 | Juan José Zudaire                                 |
| 1986-1987 | Jesús Corera                                      |
| 1987-1988 | Paco Nogales                                      |
| 1988-1989 | José Lucrecio Luquin                              |
| 1989-1990 | Paco Loidi                                        |
| 1990-1991 | Paco Loidi Juan José Zudaire                      |
| 1991-1992 | Paco Loidi                                        |
| 1992-1993 | Paco Loidi                                        |
| 1993-1994 | Juan Domínguez Ricardo Gómez de Segura Paco Loidi |
| 1994-1995 | Juan Luis Gil                                     |
| 1995-1996 | Juan Luis Gil Carlos Etxeberria                   |
| 1996-1997 | Carlos Etxeberria                                 |
| 1997-1998 | Carlos Etxeberria                                 |
| 1998-1999 | Patxi Bronte                                      |
| 1999-2000 | Juan José Zudaire Jesús María Jordana             |
| 2000-2001 |                                                   |
| 2001-2002 |                                                   |
| 2002-2003 |                                                   |
| 2003-2004 | Luis Erro                                         |
| 2004-2005 | Luis Erro                                         |
| 2005-2006 | Miguel González                                   |
| 2006-2007 | Miguel González                                   |
| 2007-2008 | Miguel González                                   |
| 2008-2009 | Miguel González                                   |
| 2009-2010 | Miguel González Miguel Ángel Sola                 |
| 2010-2011 | Miguel Ángel Sola Jorge Barbarin                  |

| Temporada | Entrenador/es                                                      |
| 2011-2012 | Raúl Marco                                                         |
| 2012-2013 | Raúl Marco Carlos Galdeano Chechu Martínez Abad                    |
| 2013-2014 | Miguel González                                                    |
| 2014-2015 | Miguel González Luis Erro Diego Prendes                            |
| 2015-2016 | Sergio Amatriain                                                   |
| 2016-2017 | Borja Jiménez                                                      |
| 2017-2018 | Diego Prendes Sergio Galán Nacho Martín Fredi Álvarez              |
| 2018-2019 | Rodrigo Hernando Diego Martínez Ruiz                               |
| 2019-2020 | Unai Jauregi Tony Franco Pablo Álvarez                             |
| 2020-2021 | Pablo Álvarez Tony Franco Javier Martínez Cosín Jon Ander Unanua   |
| 2021-2022 | Rodri Fernández de Barrena Jon Ander Unanua David Acaz Álex Huerta |
| 2022-2023 | Álex Huerta Rodrigo Hernando                                       |
| 2022-2023 | Andoni Alonso                                                      |
| 2023-2024 | Andoni Alonso Iñigo de Goñi                                        |

### Cantera
El Izarra cuenta con una gran cantera con más de 15 equipos entre benjamines y juveniles. El equipo juvenil juega en Liga Nacional. También cuenta con equipos femeninos.
El 15 de mayo de 2008 el Club Deportivo Izarra absorbe mediante fusión al Club Deportivo Estella, sociedad de fútbol base fundada en 1964 como A.D. Salvat, pasando a asumir el C. D. Izarra todos sus equipos.

### Rivalidad
Existe rivalidad con CD Tudelano y Peña Sport FC a los que se ha enfrentado un total de 76 veces y 42 respectivamente sólo en categoría nacional, disputándose entre sí varios campeonatos de Tercera División y habiéndose enfrentado durante varias temporadas en Segunda B considerándose estos partidos como Derbi navarro.
El equipo con más enfrentamientos en Segunda B es el CA Osasuna B con el que también existe gran rivalidad.
En los últimos años también ha existido rivalidad con UD Mutilvera por el gran número de jugadores que se han intercambiado entre ambos clubs. Y con AD San Juan por la disputa de varios campeonatos en Tercera División.
Los enfrentamientos que se han dado en Tercera División con el CD Idoya son considerados Derbi regional o de Tierra Estella.

### Presidentes del CD Izarra
José Lizaso, Andrés Irujo, Máximo Yarza, Paco Rodríguez, Joaquín Navascués, Ismael Halcón, Pablo Ruiz de Alda, José López de Subijana,
Jacinto Lasa, Cirilo Zunzarren, Pedro Barnó, Fermín Munarriz, Rafael Cortabarría, José Luis Guibert, Elías Echarri, Juan Sáenz, Fernando López, Pedro Mª Gutiérrez, Victorino Urriza, Fernando Tomás, Máximo Valencia, Juan José Miranda, Ángel Alén, Francisco Sainz de Murieta, Fernando Ugarte, Miguel A. Casado, José López, Julio Ochoa, Pablo Plaza, Josetxo Cortabarría, Miguel Vicente, Ricardo Galdeano, Carlos De Luis, José M. Nicolás, Benito Vega, Miguel A. Barbarin, José M. Ocariz, Julio Munuera, Javier Hermoso de Mendoza, José M. Bordonabe, Antonio Jordana, Hugo Vásquez, Pablo Echávarri, Fernando Gil, Alfonso Canela, Leyre Canela.
| Presidente        | Periodo   |
| ----------------- | --------- |
| José M. Bordonabe | 1990-1995 |
| Antonio Jordana   | 1995-1999 |
| Hugo Vásquez      | 1999-2003 |
| Pablo Echávarri   | 2003-2007 |
| Fernando Gil      | 2007-2011 |
| Alfonso Canela    | 2011-2019 |
| Leyre Canela      | 2019-2020 |
| Alfonso Canela    | 2020-     |

## Anexos
| Competiciones | Estadísticas Generales | Estadísticas y Datos                                                                                                | Localidad y Comarca                                                 | Instalaciones            |
| --- | --- | --- | ------------------------------------------------------------------- | ------------------------ |
| - Segunda División B de España - Segunda Federación - Tercera División de España - Tercera División- Grupo IV - Tercera División- Grupo XV - Tercera Federación (Grupo XV) - Copa Federación - Copa del Rey - Regional Preferente de Navarra - Copa Federación Navarra | - Sistema de ligas de fútbol de España - Competiciones de clubes de la RFEF - Clasificación histórica de Tercera División - Clasificación histórica de Segunda División B - Clubes de fútbol de España - Clubes de fútbol de Navarra | - Plantillas Club Deportivo Izarra - Trayectoria del Club Deportivo Izarra - Estadísticas del Club Deportivo Izarra | - Estella - Tierra Estella - Merindad de Estella - Estella Oriental | - Estadio de Merkatondoa |